# Jubileo de oro

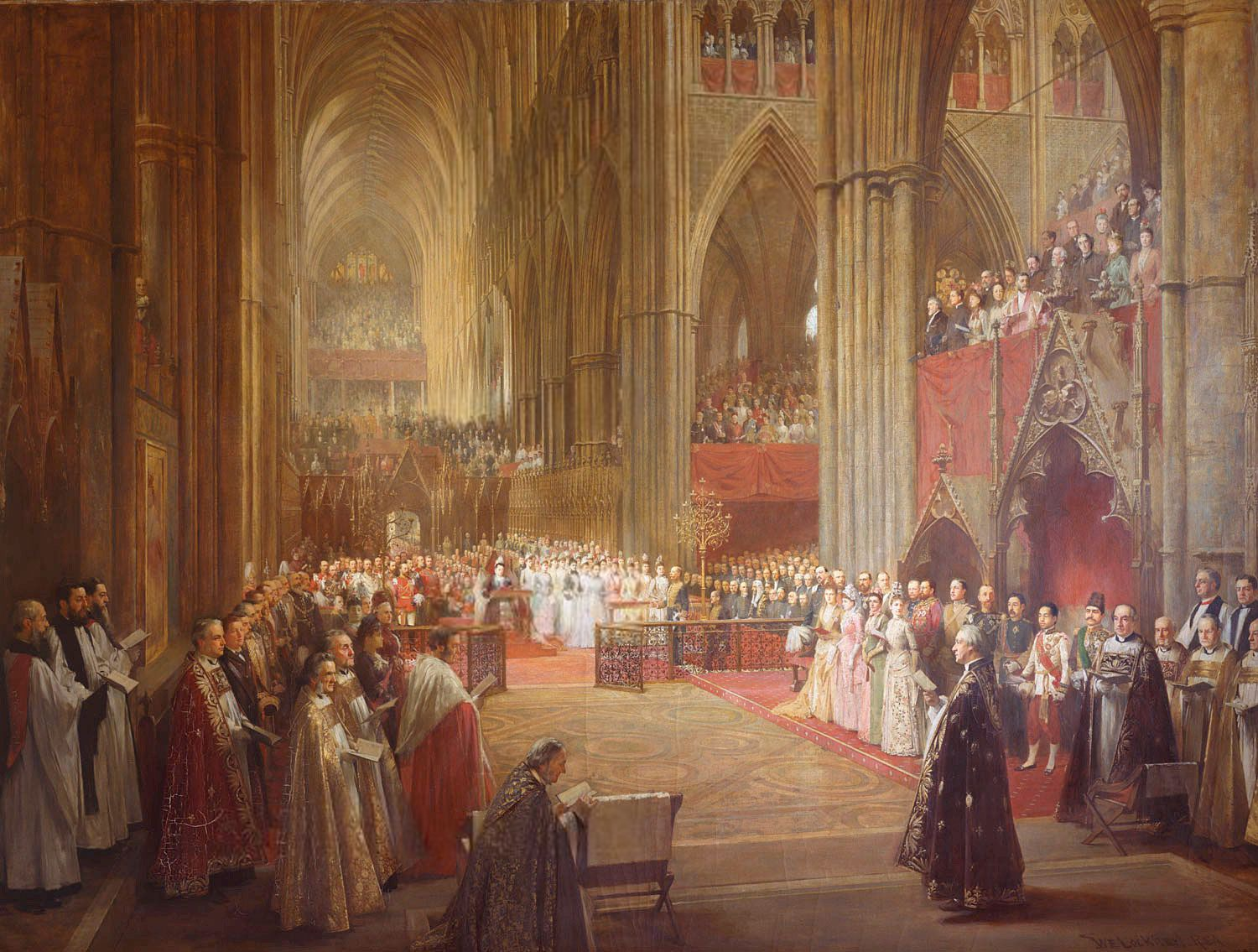
Representación de un servicio de acción de gracias el 21 de junio de 1887 en la Abadía de Westminster celebrando el Jubileo de Oro de la Reina Victoria (24 de mayo de 1819 – 22 de enero de 1901), es decir, el 50 aniversario de su ascenso al trono.

Jubileo de oro (en inglés: Golden jubilee) es la fecha en que se conmemora el quincuagésimo (50.º) aniversario de existencia o de un evento importante, como la coronación de un rey o la fundación de una institución. La palabra jubileo proviene del hebreo jobel —término con el que se denominaba a la trompeta hecha de cuerno de carnero con la que se anunciaba el evento— y su uso como un concepto que representa celebración proviene de la biblia. Aunque se ha utilizado la palabra jubileo para denominar diferentes aniversarios, la palabra jubileo en si, conserva su asociación específica con los aniversarios cincuenta.

## Orígenes
El concepto de jubileo se originó en la Biblia, según el Levítico cada 50 años los judíos dedicarían un año entero al descanso y no se debería cultivar o cosechar, es decir se suspenderían todas las labores agrícolas; se liberaría a los esclavos y se regresarían las tierras a sus dueños originales: «santificaréis el año cincuenta y proclamaréis la libertad por toda la tierra [...]». La palabra jubileo proviene del hebreo jobel término con el que se denominaba al cuerno de carnero, un instrumento ceremonial que se usaba para anunciar el inicio del jubileo. La Iglesia católica retomó la idea en el año 1300, cuando el papa Bonifacio VIII celebró cada 25 años un período de indulgencia plenaria, que se obtenía con la confesión de los pecados, el arrepentimiento y el cumplimiento de ciertos actos religiosos, entre ellos, la asistencia regular a la misa. Calificar al 50 aniversario como «jubileo de oro», parece remontarse a finales del siglo XIX o inicios del XX y tener alguna relación con los aniversarios de bodas, según un documento de la biblioteca de la Cámara de los Comunes del Reino Unido —redactado a propósito del jubileo de oro de la reina Isabel II—, aunque el principal diccionario de la época, The Royal Encyclopedia, define la palabra «jubileo» en si, como el 50 aniversario de algún evento.

## Celebración del jubileo de oro en el Reino Unido
La primera celebración del quincuagésimo aniversario de un monarca del Reino Unido se llevó a cabo en 1809, durante el reinado de Jorge III, se realizaron cenas, servicios religiosos y grandes festejos públicos. La reina Victoria celebró su quincuagésimo aniversario hasta después de completar el año cincuenta de su reinado, el 21 de junio de 1887. Con motivo de los festejos, la reina realizó un recorrido a través de Londres, junto a los gobernantes de los territorios de ultramar y monarcas extranjeros que acudieron a la celebración. También se llevó a cabo un servicio religioso en la abadía de Westminster. Más tarde llegaría a conocerse como el «jubileo de oro de la reina Victoria».
En junio de 2002 se efectuaron las celebraciones del jubileo de oro de la reina Isabel II del Reino Unido; entre otros actos, se realizaron cenas, conciertos, desfiles y un servicio de acción de gracias en la catedral de San Pablo, que culminaron con la aparición de la Familia Real Británica saludando desde un balcón del palacio de Buckingham. Se estima que estos eventos tuvieron un coste de 8 millones de euros.